# Eddie Quillan
Eddie Quillan (Philadelphia, Pennsylvania, 31 maart 1907 - Burbank, Californië, 19 juli 1990) was een Amerikaans filmacteur. Quillan begon  zijn carrière als kind op vaudeville toneel en stomme films en was tot in de jaren 80 van de twintigste eeuw op televisie te zien. Zijn laatste rol was in de televisieserie Matlock.

## Galerij

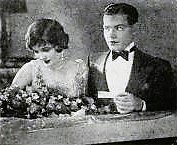
Eddie Quillan en Marian Nixon in Geraldine (1929)
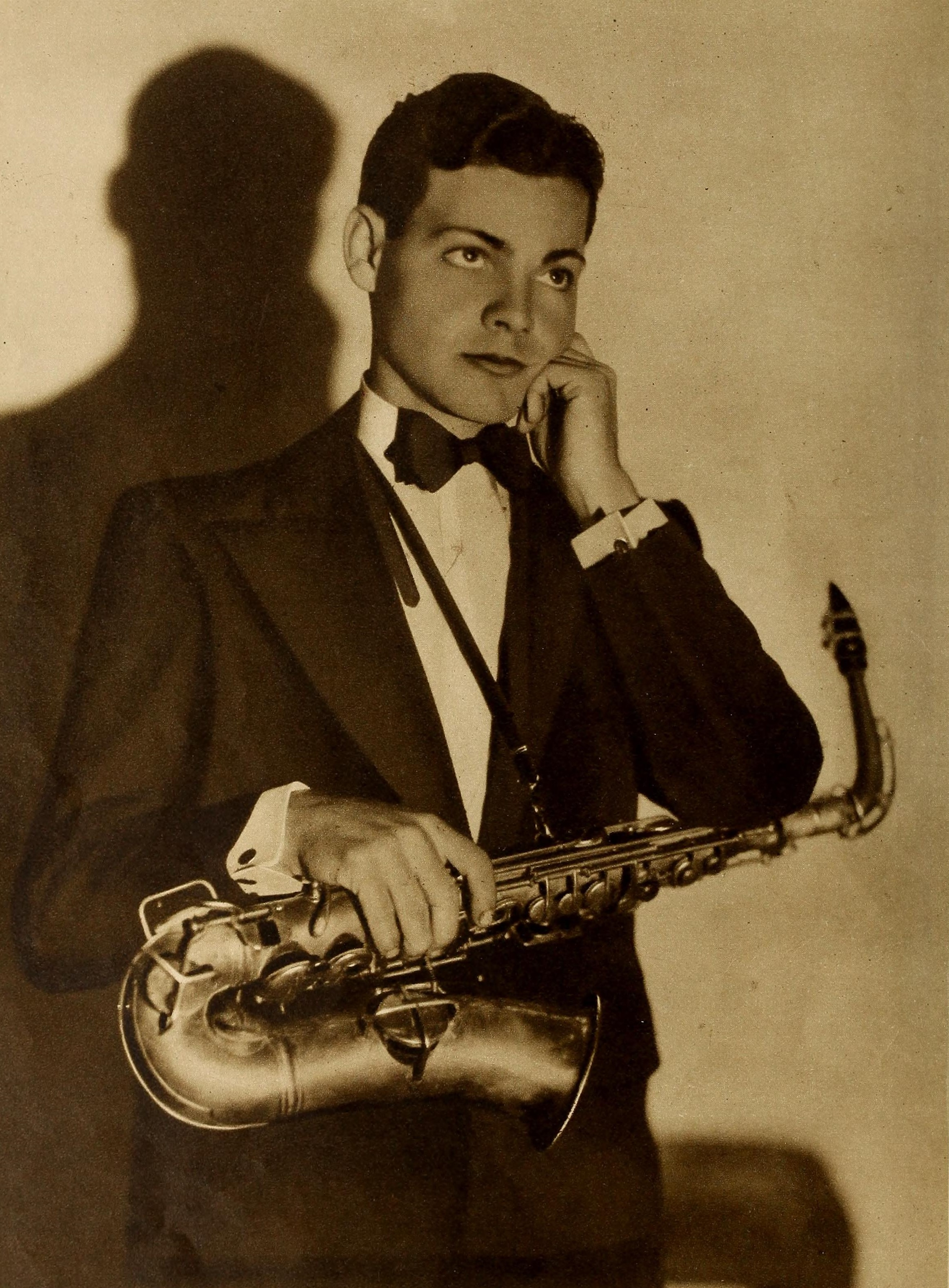
Eddie Quillan in 1931
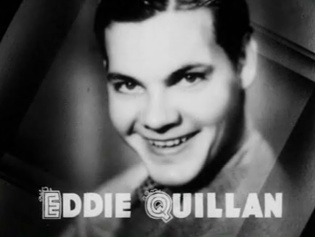
Eddie Quillan in Broadway to Hollywood
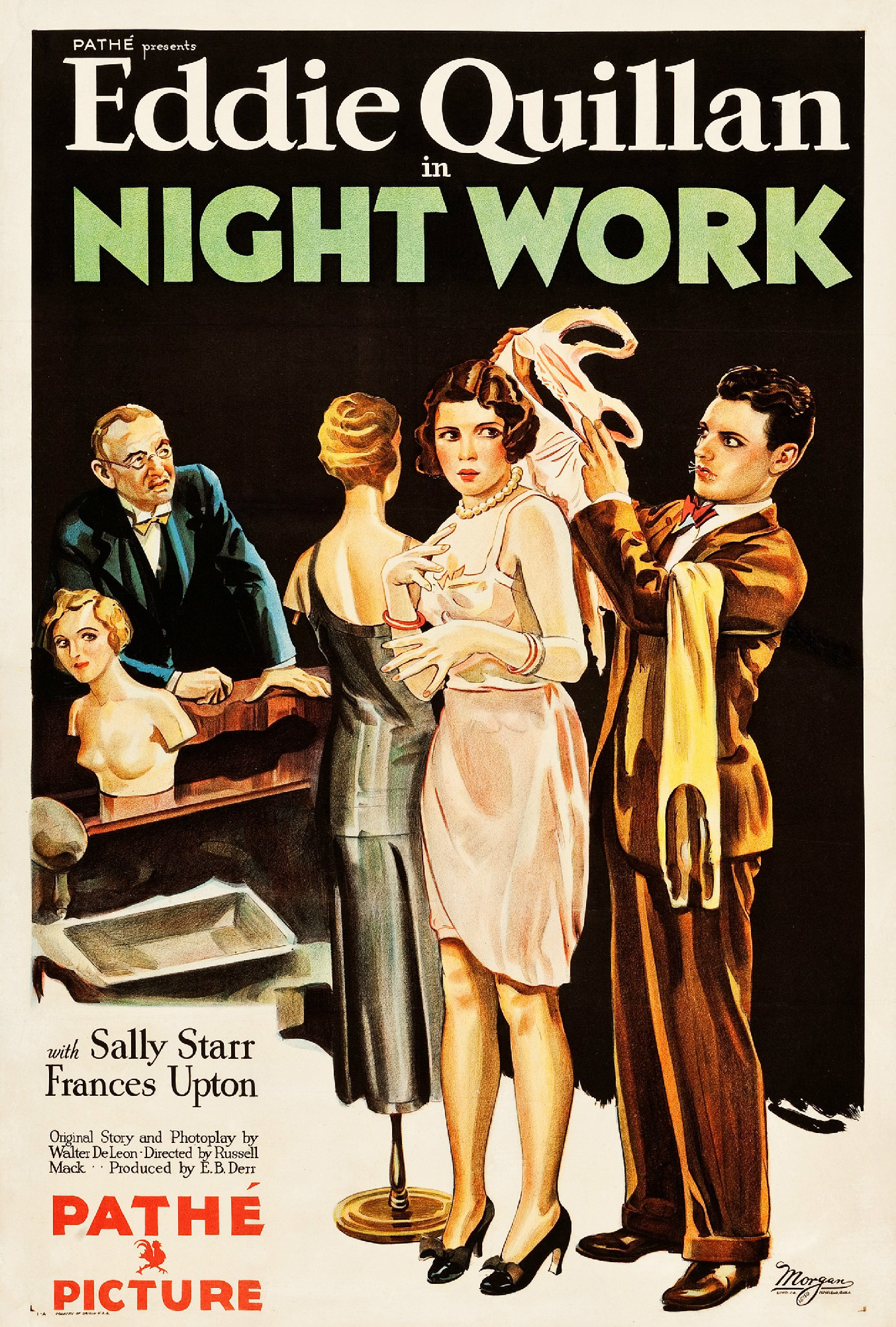
Filmposter voor Night Work (1930)

## Gedeeltelijke filmografie
- Up and at 'Em (1922)
- The Love Sundae (1926)
- A Little Bit of Everything (1928)
- Show Folks (1928)
- The Godless Girl (1929)
- Geraldine (1929)
- Nosy Neighbors (1929)
- Night Work (1930)
- Stout Hearts and Willing Hands (1931)
- Hollywood Party (1934)
- Gridiron Flash (1935)
- Mutiny on the Bounty (1935)
- The Mandarin Mystery (1936)
- Young Mr. Lincoln (1939)
- Dark Streets of Cairo (1940)
- The Grapes of Wrath (1940)
- Dancing on a Dime (1940)
- Alaska Highway (1943)
- It Ain't Hay (1943)
- This Is the Life (1944)
- The Impostor (1944)
- Brigadoon (1954)
- Hello, Dolly! (1969)

- Gemeinsame Normdatei: 1062321529
- International Standard Name Identifier: 0000 0000 2577 3318
- Library of Congress Control Number: n85151570
- Nationale Bibliotheek van Israël: 987007444963605171
- SNAC: w6p88dfm
- Virtual International Authority File: 156149066356565600711